# Rückersdorf (Brandenburgia)
Rückersdorf – gmina w Niemczech w kraju związkowym Brandenburgia, w powiecie Elbe-Elster, wchodzi w skład urzędu Elsterland.